# Sam Wildman
Samuel Goodnow Wildman (* 26. Mai 1912 in Placerville; † 16. August 2004) war ein US-amerikanischer Pflanzenphysiologe und Professor an der University of California, Los Angeles (UCLA). Er gilt als Entdecker des wichtigen Pflanzen-Enzyms RuBisCO.
Wildman studierte an der Oregon State University mit dem Bachelor-Abschluss 1939 und an der University of Michigan mit dem Master-Abschluss 1940 und der Promotion (Ph.D.) 1942. Im Zweiten Weltkrieg war er kurz bei der U.S.D.A. und ab 1944 forschte er in der Gruppe von James Bonner am Caltech über den Tabakmosaikvirus. Ab 1950 war er an der UCLA, wo er Professor wurde und bis zur Emeritierung 1979 blieb.
Er integrierte an der UCLA die Botanik des älteren College of Agriculture mit der neu aufgebauten Gruppe für Pflanzenphysiologie, wobei neben ihm noch weitere ehemalige Mitglieder der Caltech Gruppe an die UCLA kamen. Anfang der 1970er Jahre war er einer der ersten Mitglieder des Instituts für Molekularbiologie an der UCLA. 
In den 1960er Jahren und Anfang der 1970er Jahre war er Gastwissenschaftler der australischen Forschungsorganisation CSIRO in Canberra und 1975 zu einem Sabbatjahr am Kings College London.
Bei seinen Untersuchungen zu  Pflanzenviren entdeckte er das Fraction I Protein (RuBisCO), eines der wichtigsten Enzyme der Photosynthese und des Stoffwechsels (Calvin-Zyklus) in den Chloroplasten und das häufigste Protein in Pflanzen (es kann bis zur Hälfte des gesamten Proteingewichts in Pflanzen ausmachen). Gleichzeitig ist es ein extrem langsam wirkendes Enzym. Wildman konnte es in kristallisierter Form isolieren, womit David Eisenberg die Strukturbestimmung mit Röntgenkristallographie gelang. Später studierte er Chloroplasten (ihrer photosynthetischen Membran und Dynamik) und andere Organellen in pflanzlichen Zellen. Die in seiner Gruppe angefertigten Filme vom Innern von lebenden Pflanzenzellen fanden weite Verbreitung in der Lehre.
1979 erhielt er den Charles Barnes Life Membership Award der American Society of Plant Physiologists.